# Новомиколаївка (Черкаська селищна громада)
Новомикола́ївка — село Черкаської селищної громади Краматорського району Донецької області, України. Населення становить 859 осіб.

## Географія
Село Новомиколаївка знаходиться за 5 км від селища Черкаське на автодорозі Торець — Черкаське.

## Населення

### Мова
Розподіл населення за рідною мовою за даними перепису 2001 року:
| Мова       | Кількість | Відсоток |
| ---------- | --------- | -------- |
| українська | 775       | 90.22%   |
| російська  | 84        | 9.78%    |
| Усього     | 859       | 100%     |

## Економіка
Філія «Правдинська» агрофірми «Шахтар». Комплекс з вирощування ВРХ. Птахофабрика «Правдинська».

## Об'єкти соціальної сфери
- Будинок культури.
- Дитячий садок.
- Школа.
- Крамниця.

## Пам'ятки
- Пам'ятник воїнам, загиблим у німецько-радянську війну.

## Транспорт і зв'язок
Селом проходять автошляхи місцевого значення:
- С051420 Черкаське — Новомиколаївка — Билбасівка (22,3 км)
- С051429 Новомиколаївка — Адамівка — М03 (10,3 км)

Присутнє автобусне сполучення з районним центром м. Слов'янськ.